# Droit en Polynésie française
Le droit en Polynésie française est l'ensemble des normes et des manières de régler les litiges dans cette  collectivité d'outre-mer française. Dans l'histoire, les concepts juridiques polynésiens ont connu de grandes transformations sous la dynastie Pōmare, influencée notamment par les missionnaires chrétiens, puis la colonisation française a progressivement étendu l'application du droit français. L'organisation centralisée de la justice est compliquée en Polynésie, où le personnel judiciaire se déplace régulièrement d'île en île. Le droit polynésien est pratiqué particulièrement en matière d'adoption et d'usage des terres.

## Histoire

### Histoire ancienne
Il existe peu d'études historiques sur le droit polynésien ancien, mais en faisant des comparaisons, on peut estimer que des concepts comme ceux de tapu et de rāhui existaient à l'époque et correspondent peut-être à l'usage des marae dont la présence est attestée archéologiquement.

### Dynastie Pōmare
Pōmare Ier ayant conquis l'archipel de Tahiti, son successeur Pōmare II, converti au christianisme, demande conseil aux missionnaires pour écrire des lois à l'européenne. Réticents à s'impliquer dans les affaires juridiques du royaume, les missionnaires lui recommandent de procéder lui-même à la rédaction, mais l'encouragent dans cette voie car ils y voient une bonne opportunité pour l'évangélisation de la population. En 1819 est ainsi publié le Code Pomaré. Quelques mois plus tard, les deux premières pendaisons ont lieu, à la manière anglaise. En 1823, le Parlement tahitien abolit la peine de mort que le Code avait introduite.
Durant la dynastie Pōmare, le pouvoir se centralise et une hiérarchie des chefs est mise en place. Le Code charge ces derniers de rendre la justice, assemblés en conseils appelés to'ohitu qui remplacent petit à petit l'autorité de la noblesse ari'i.
En 1842, juste avant le protectorat, une nouvelle version du Code est promulguée, que les missionnaires avaient été chargés de rédiger. Cette réforme criminalise la sodomie pour la première fois dans l'histoire de Tahiti.

### Colonisation française

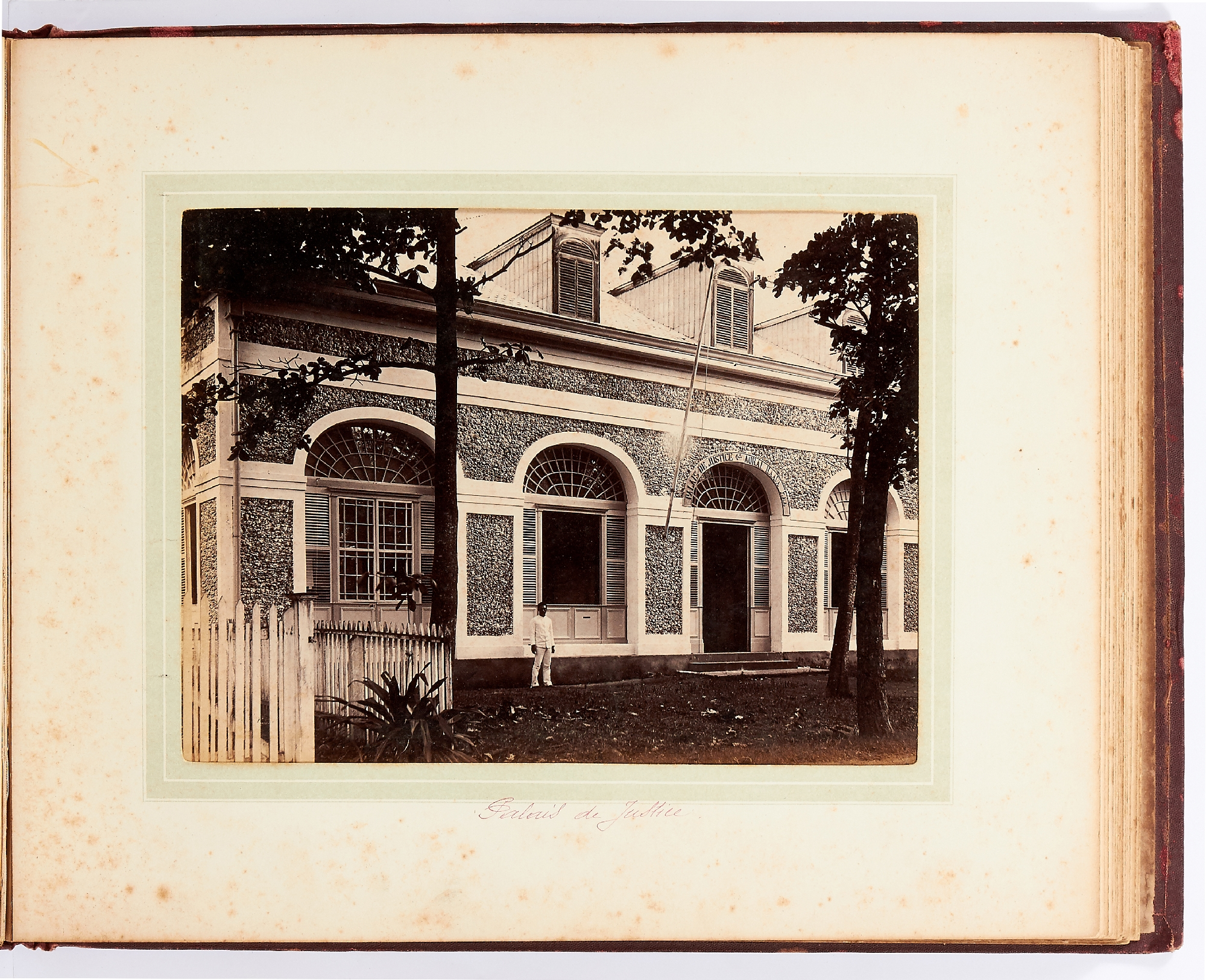
Le palais de justice de Papeete en 1887 ou 1888.

Lors de l'instauration du protectorat français en 1842, les transactions foncières sont d'abord interdites, afin d'éviter les conflits qu'elles provoquaient.
En 1844, cette règle est rayée afin de permettre aux colons d'acquérir des terres. À compter de 1845, l'administration française commence à militer pour que les litiges sur l'usage et la possession des terrains soient réglés par le droit français et non plus par le droit polynésien. L'introduction du cadastre et du principe de la propriété privée engendre de nombreux problèmes: des personnes qui possèdent des droits sur un même lieu s'inscrivent toutes comme propriétaires, des chefs font inscrire des biens de fonction comme leur appartenant personnellement, et des familles font inscrire leurs propriétés ancestrales au nom de personnes décédées. Dans les années 1870, un rapport administratif déplore l'attachement des Polynésiens à leur système juridique où plusieurs personnes possèdent des droits sur une même terre. Lorsque l'empire français annexe officiellement la Polynésie comme une colonie dans les années 1880, il décide de faire passer également les questions de titres héréditaires et de généalogies sous la juridiction des lois françaises. Le décret du 24 août 1887, amendé par le décret du 29 septembre 1892, proclame l'application exclusive du droit français aux disputes foncières, interdisant ainsi l'application des règles de droit polynésiennes. Néanmoins, celles-ci continuent d'être respectées à certains égards par les populations autochtones, créant des confusions et des tensions avec l'État français encore au XXIe siècle.
À partir de 1880, la population est censée être divisée en deux catégories : sujets français et citoyens français. Les sujets ont moins de droits de vote que les citoyens. Toutefois, dans la pratique, cette distinction juridique n'a que peu d'incidence réelle, car les Polynésiens, qu'importe leur statut exact, sont surtout considérés comme une race par l'administration en charge d'organiser les élections et le pouvoir politique. À partir de 1903, les Polynésiens ne peuvent plus élire de représentants au Conseil colonial, l'organe législatif de la colonie. En observant l'évolution des institutions jusqu'en 1945 et le pouvoir croissant du gouverneur, Anne-Christine Trémon constate que les droits civiques en Polynésie ont été à plusieurs reprises diminués. Bien que le statut de citoyen ait été vidé de sa substance dès le début du XXe siècle, il a en partie contribué à éviter la domination plus autoritaire qu'ont connus les autres colonies comme l'Algérie ou la Nouvelle-Calédonie, où les populations colonisées étaient soumises au régime de l'indigénat.

## Organisation
D'un point de vue sociologique, les greffiers sont plutôt d'origine polynésienne et les magistrats sont popa'a (blancs) – pour la première fois en 2016 un Polynésien est nommé vice-procureur.
En 2022, deux rapports administratifs constatent des tensions entre les magistrats en poste et le bureau du procureur de la République, suivis par une inspection en 2024. En novembre 2024, plusieurs juges signent une motion dénonçant des dysfonctionnements du parquet en Polynésie.

### Justice administrative
Le tribunal administratif de Papeete est la plus petite juridiction de la république française, avec un juge et quatre greffiers. Le tribunal a été établi en 1984. Avant, les fonctionnaires réglaient eux-mêmes les conflits qui les concernaient.

### Audiences foraines
Dans les archipels de Polynésie française, en vertu du principe d'accès à la justice, les juges, avocats et greffiers se rendent dans les différentes îles sans tribunaux occasionnellement pour y régler les litiges. Ces séances s'appellent des audiences foraines. La présence d'interprètes de langue y est obligatoire. L'anthropologue Natacha Gagné note qu'un certain malaise règne en règle générale lors de ces rencontres à cause de l'asymétrie entre les îliens d'une part et le personnel judiciaire d'autre part.

## Droit international
Après avoir été désinscrite de la liste des territoires non autonomes selon l'Organisation des Nations unies en 1947, la Polynésie française est à nouveau considérée comme un territoire à décoloniser à partir de 2013. Ce statut est controversé en France et en Polynésie française où l'Assemblée est alors contrôlée par une majorité anti-indépendantiste.

## Administration du droit autochtone
À Tahiti comme dans d'autres colonies, les puissances européennes ont tenté de définir et administrer le droit autochtone afin de mieux le supprimer, selon l'anthropologue Tamatoa Bambridge.

### Droit foncier
En Polynésie française, il existe d'anciens manuscrits appelés puta tupuna qui relatent des lignées généalogiques et sur lesquels les justiciables autochtones s'appuient souvent pour asseoir leurs prérogatives sur le fenua.
À Rapa, le conseil to'ohitu gère la distribution de l'usage des terres et arbitre aussi les petits litiges. Il n'y a pas de propriété privée sur l'île.
Il existe de nombreuses opinions sur les voies à prendre pour réduire le nombre de différends sur l'usage des terres en Polynésie, par exemple la création de nouvelles formes juridiques pour encadrer les biens communs.

## Par branche

### Droit de la recherche
En 2012, la Polynésie fait un premier pas pour implémenter les mécanismes d'Accès et de Partage des Avantages (APA) prévus par le protocole de Nagoya afin de garantir que les recherches scientifiques utilisant des connaissances génétiques traditionnelles bénéficient aux communautés dont le savoir est tiré. Ce dispositif est cependant peu mis en œuvre.

### Droit économique
Certaines lois du Pays ont créé des spécificités dans le droit de la concurrence et du droit fiscal,. En 2018, après un colloque sur la question, une grande réforme est menée.

### Droit de la famille
Concernant les droits des personnes LGBT+, l'adoption a toujours été possible pour les mahu et autres identités sexuelles et de genre à travers les normes de la faʼaʼamu,. La loi sur le PACS n'a jamais été applicable en Polynésie, mais le mariage civil entre personnes de même sexe est autorisé depuis la loi du 17 mai 2013. Aucun mariage religieux de la sorte n'a encore été enregistré mais certaines églises se disent favorables.

### Droit de l'environnement
Les règles sur le principe de participation en droit de l'environnement ne sont pas entièrement claires en Polynésie.
Les eaux polynésiennes n'ont pas été classés comme des aires marine protégées mais comme une « aire marine gérée ». Il y a aussi le projet du Rahui Nui no Tuhaa Pae.

### Droit public
Sur le littoral, les pouvoirs publics polynésiens accordent beaucoup de concessions qui sont censées être temporaires mais qui en fait servent à autoriser des remblais pour construire de nouveaux bâtiments.
La plupart des rues en Polynésie se trouvent sur des propriétés privées et sont appelées des « servitudes ».

## Recherche et enseignement
Au sein de l'université de la Polynésie française, il y a un diplôme d'université en droit de la mer.